# ペール・ヴェストバリ
ペール・エーリク・ヴェストバリ(Per Erik Wästberg, 1933年11月20日 - ）は、スウェーデンの作家である。1997年からスウェーデン・アカデミーの会員（席次12）を務めている。 
ヴェストバリはストックホルムでエーリク・ヴェストバリとその妻グレータ(Greta、旧姓ヒルシュ(Hirsch))の息子として生まれ、ウプサラ大学で文学の学位を取得している。彼は、スウェーデン最大の日刊紙ダーゲンス・ニュヘテルで1953年から寄稿者、1976年から1982年まで編集長だった。彼はオッレ・ヴェストバリ(Olle Wästberg)の兄である。 

## 文学作品
アムネスティ・インターナショナルの指導者であり、 国際ペンクラブの元会長であり、ノーベル文学賞委員会のメンバーでもあるヴェストバリは、非の打ちどころのない善行の信任状を所有している微妙ながら忘れられない魂を救い出し、読者に思い出させる。 
ヴェストバリが書いたアンデシュ・スパルマンの小説は、この詩的な伝記小説の主題がスウェーデンの自然科学者であり、たとえばアフリカのサイを研究した最初の動物学者であることを示している。1820年に彼が亡くなったときでさえ、それ以上南に旅した人はいなかった。しかし、ヴェストバリが感動的な追記で明らかにするように、称賛に値する科学的発見と画期的な地図作成にもかかわらず、スパルマンの人生はよく知られていなかった。 

## 政治作品
ヴェストバリは人権のために広範囲にキャンペーンを展開している。彼は1979年から1986年まで国際ペンクラブ会長であり、 アムネスティ・インターナショナルスウェーデン支部の創設者（1963年）だった。これに関連して、彼は反植民地運動に関与していた。彼は南アフリカでのアパルトヘイトとの闘いで特に活動的だった。そこでナディン・ゴーディマーの親友になった。 
彼は1959年にローデシアの政府から追放され、1960年に反アパルトヘイトの本På svarta listan（「ブラックリスト上」の意）を出版した後、ローデシアと南アフリカ両方への入国を禁止された。彼はネルソン・マンデラが刑務所から釈放された後、1990年のみ南アフリカに戻った。 

## 出版された作品のリスト

### 小説
- Pojke med såpbubblor (1949)
- Ett gammalt skuggspel (1952)
- Halva kungariket (1955)
- Arvtagaren (1958)
- Vattenslottet (1968)
- Luftburen (1969)
- Jordmånen (1972)
- Eldens skugga (1986)
- Bergets källa (1987)
- Ljusets hjärta (1991)
- Vindens låga (1993)

### 詩
- Tio atmosfärer (1963)
- Enkel resa (1964)
- En avlägsen likhet (1983)
- Frusna tillgångar (1990)
- Förtöjningar (1995)
- Tre rader (1998)
- Raderingar (1999)
- Fortifikationer (2001)
- Tillbaka i tid (2004)

### アフリカと第三世界について
- Förbjudet område (1960)
- På svarta listan (1960)
- Afrika berättar (1961)
- Afrika-ett uppdrag (1976)
- I Sydafrika – resan till friheten (1995)
- Modern afrikansk litteratur  (1969)
- Afrikansk poesi (1971)
- Resor, intervjuver, porträtt, politiska analyser från en långvarig vistelse i Sydafrika (1994)

### 伝記とエッセイ
- Ernst och Mimmi, biografi genom brev (1964)
- Alice och Hjördis Två systrar (1994)
- En dag på världsmarknaden (1967)
- Berättarens ögonblick (1977)
- Obestämda artiklar (1981)
- Bestämda artiklar (1982)
- Frukost med Gerard (1992)
- Lovtal (1996)
- Ung mans dagbok (1996)
- Ung författares dagbok (1997)
- Duvdrottningen (1998)
- Edith Whartons hemliga trädgård (2000)
- Övergångsställen (2002)
- Ute i livet : en memoar (1980–1994) (2012)
- Gustaf Adolf Lysholm : diktare, drömmare, servitör – en biografi (2013)
- Per Wästbergs Stockholm (2013)
- Lovord (2014)
- Erik och Margot : en kärlekshistoria (2014)
- Mellanblad (2015)

### 英訳書
- The case against Portugal – Angola and Mozambique (with Anders Ehnmark, 1965)
- Assignments in Africa (1986)